# Walisische Netball-Nationalmannschaft
Die walisische Netball-Nationalmannschaft (englisch Wales national netball team) vertritt Wales im Netball auf internationaler Ebene.

## Geschichte
Ihren ersten Test gegen England bestritten sie im Mai 1949. Bei der ersten Weltmeisterschaft im Jahr 1963 belegte Schottland den zehnten Platz. Bei der folgenden Ausgabe 1967 nahmen sie nicht teil. Daraufhin konnten sie ihre besten Platzierungen bei Weltmeisterschaften erzielen, als ihnen 1975 und 1979 jeweils ein sechster Platz gelang. Bei den Weltmeisterschaften 1991 konnten sie noch einmal einen siebten Platz erreichen, bevor sie zumeist zweistellige Plätze erzielten. Bei den Commonwealth Games erzielten sie 2002 mit dem sechsten Platz ihre beste Platzierung. Daraufhin ging es auch wieder bei den Weltmeisterschaften aufwärts, was zu einem siebten Platz bei den 2015 führte. 2019 verpassten sie dann jedoch die Qualifikation.

## Internationale Turniere

### Commonwealth Games
- 1998: nicht teilgenommen
- 2002: 6. Platz
- 2006: 8. Platz
- 2010: nicht teilgenommen
- 2014: 8. Platz
- 2018: 11. Platz
- 2022: 8. Platz

### Netball-Weltmeisterschaft
- 1963: 10. Platz
- 1967: nicht teilgenommen
- 1971: 7. Platz
- 1975: 6. Platz
- 1979: 6. Platz
- 1983: 8. Platz
- 1987: 13. Platz
- 1991: 7. Platz
- 1995: 17. Platz
- 1999: 14. Platz
- 2003: 14. Platz
- 2007: 12. Platz
- 2011: 9. Platz
- 2015: 7. Platz
- 2019: nicht teilgenommen